# Depeche Mode
Cet article concerne le groupe de musique britannique. Pour le magazine, voir Depeche Mode (magazine).
Pour les articles homonymes, voir DM.
Depeche Mode (DM) est un groupe britannique de musique électronique et de rock alternatif, affilié à la new wave, originaire de Basildon, dans l'Essex (Angleterre). Formé en 1980, il apparaît au sein du courant de la synthpop et devient rapidement influent et populaire sur la scène internationale. Son nom est issu du magazine français Dépêche Mode.
Repéré par l'agent de Soft Cell avant d'être dirigé par Daniel Miller qui le fait signer sur son label Mute Records en 1981, DM connaît son premier succès en Europe à l'automne de cette même année avec Just Can't Get Enough et aux États-Unis en 1984-1985 avec le single People Are People.
Le succès de sa synthpop au style très empreint de musique industrielle est constant jusqu'en 1990 avec l'album Violator, incluant les titres Personal Jesus, Policy of Truth et surtout Enjoy the Silence. Les années 1990 sont marquées par la dépendance à la drogue, la surdose et la tentative de suicide du chanteur principal, Dave Gahan, qui n'est désintoxiqué qu'en 1996, et par le départ d'Alan Wilder en 1995. DM, qui ne comporte plus que trois membres, continue à sortir des disques (Ultra en 1997, Exciter en 2001, Playing the Angel en 2005, Sounds of the Universe en 2009, Delta Machine en 2013 et Spirit en 2017). L'année 2022 est marquée par la mort brutale d'Andrew Fletcher, laissant Depeche Mode poursuivre en formule duo. En mars 2023, DM sort Memento Mori, son quinzième album studio.
La quasi-totalité de leurs chansons est composée par Martin L. Gore, sauf celles du premier opus (Speak and Spell) qui sont majoritairement le fruit de Vince Clarke, rapidement parti fonder Yazoo puis Erasure. Depuis 2005, le chanteur Dave Gahan participe à l'écriture de certains morceaux. Martin L. Gore œuvre beaucoup pour que DM ne soit pas uniquement considéré comme un groupe « de synthés », en utilisant notamment la guitare.
Depeche Mode se classe cinquante fois dans le UK Singles Chart, et plusieurs albums ont été numéro un au Royaume-Uni, aux États-Unis et dans d'autres pays européens. Selon Mute Records, en 2008, DM compte 75 millions d'albums vendus dans le monde et plus de 100 millions de disques en incluant les singles. En novembre 2020, leur intronisation au Rock and Roll Hall of Fame vient consacrer une carrière s'étalant sur quatre décennies.

## Biographie

### Genèse (1977-1980)
Vince Clarke et Andrew Fletcher, deux adolescents de Basildon, décident en 1977 de créer un groupe nommé No Romance in China, centrant leur créativité sur le synthétiseur, un nouvel instrument peu utilisé à l'heure où le Royaume-Uni résonne au son du punk rock. Ils fondent Composition of Sound trois ans plus tard, rapidement rejoints par un ami de lycée, Martin L. Gore. Influencé par Orchestral Manoeuvres in the Dark, le trio trouve en Dave Gahan la voix qu'il recherchait. Repéré lors d'une audition plus tard dans l'année, alors que ni Gore ni Clarke ne se voient comme chanteur principal, ce dernier est par ailleurs à l'origine du nouveau nom de la formation inspiré par un magazine français : Dépêche Mode. Les Anglais, désireux d'en comprendre la signification, s'amusent à traduire ce nom par « Fast Fashion » ou bien encore « Hurry up fashion », commettant ainsi une erreur de sens car ils confondent alors le terme « dépêche » avec le verbe « se dépêcher » (« to hurry up » en anglais).
Leurs premières compositions sont refusées par des maisons de disques qui n'apprécient guère la surcharge de synthétiseurs utilisés (instruments de prédilection du groupe à ses débuts).

### Premiers albums et succès (1981-1983)
Stevo Pearce, manager de Soft Cell et fondateur du label Some Bizzare Records, les découvre et fait paraître leur titre Photographic sur une compilation intitulée Some Bizzare Album (1981) où ils côtoient alors d'autres futurs protagonistes des années 1980 telles The The et Soft Cell. Puis c’est lors d’un concert dans un club londonien que Daniel Miller les repère et décide de les signer sous son nouveau label : Mute Records. En 1981, Depeche Mode sort son premier single Dreaming of Me, qui se classe dans le Top 75 anglais, suivi peu après du titre New Life qui devient son premier vrai succès en Angleterre ; en fin d'année paraît le troisième single qui devient un tube au Royaume-Uni comme au niveau international : Just Can't Get Enough. Ces premiers titres sont extraits de l’album Speak and Spell, composé principalement par Vince Clarke (Martin L. Gore n'y est l'auteur que de deux chansons). Les synthétiseurs y tiennent une place prépondérante sur fond de boîtes à rythme. 

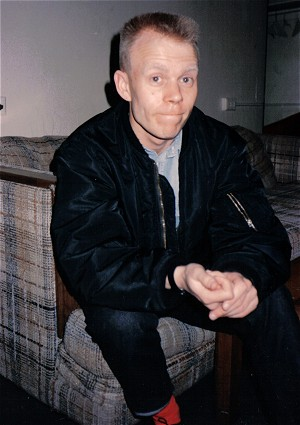
Vince Clarke en 1986, aux débuts de son duo Erasure, cinq ans après avoir quitté DM.

En novembre 1981, le succès pourtant acquis, Vince Clarke annonce subitement quitter DM. Dès 1982, il fondera le duo Yazoo avec Alison Moyet (une connaissance du lycée de Basildon) qui obtiendra plusieurs succès en deux albums et deux années d'existence. En 1983, il crée l'éphémère The Assembly qui sera dissout dès l'année suivante, après un unique single. Vince Clarke se stabilisera finalement en 1985 en créant (avec le chanteur Andy Bell) son groupe pérenne, Erasure, qui publiera très régulièrement des albums, dont certains obtiendront un grand succès international (plusieurs disques de platine et numéros un au Royaume-Uni), et remportera le Brit Award du « meilleur groupe britannique » de l'année 1989, sans pour autant susciter de réel intérêt en France.
Depeche Mode devient alors un trio sans parolier et son avenir paraît compromis. Les trois acolytes décident néanmoins de poursuivre l'aventure : Martin L. Gore est désormais l'auteur-compositeur de la formation qui recrute finalement Alan Wilder en 1982 sur petite annonce parue dans le Melody Maker. Celle-ci demande un homme de moins de 21 ans et un véritable musicien. Wilder, qui triche sur son âge, est un pianiste expérimenté. Il est avant tout engagé pour jouer en concert : c'est la raison pour laquelle il ne participe pas à l'élaboration de A Broken Frame, le deuxième opus qui paraît fin 1982, marqué par le single See You. Ce titre, sorti plus tôt dans l'année, devient alors le plus grand succès de DM dans son pays d'origine, atteignant la 6e place dans le Top 40. Au début de 1983 paraît le single Get the Balance Right! (absent de tout album studio), celui-ci propose un son plus mûr que les précédentes compositions de Gore, augurant un changement de direction musicale pour Depeche Mode.
L'apport artistique d'Alan Wilder est perceptible dès l'album Construction Time Again (1983) où il signe intégralement deux titres (The Landscape is Changing et Two Minute Warning). Dans ce troisième opus apparaissent les premiers samples nourris de la musique industrielle allemande et les sons deviennent plus travaillés, confirmant donc l'évolution musicale des Britanniques. Quant aux paroles, elles prennent des tournures plus politiques : le premier extrait de CTA, le tube Everything Counts, traite par exemple sur un mode ironique des dérives du capitalisme, notamment via les grandes majors du disque. Construction Time Again connaît un vrai succès au Royaume-Uni (y étant certifié disque d'or fin 1983) et se classe dans plusieurs pays européens, confirmant l'impact grandissant de Depeche Mode au niveau international ; notamment en Allemagne, où leurs albums étaient produits au Studio Hansa.

### Some Great Rewardet renommée internationale (1984-1985)

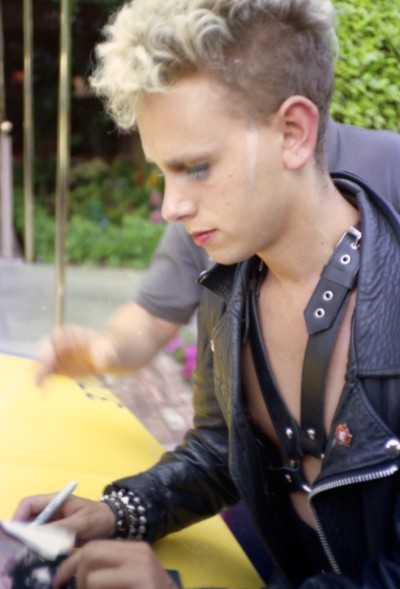
Martin L. Gore, principal compositeur au sein de Depeche Mode.

L'amour, la religion, la sexualité, l’ennui deviennent les thèmes de prédilection des compositions de Martin L. Gore, dans un contexte musical qui confirme ses goûts pour la musique industrielle allemande (notamment Kraftwerk) qui nourrit dès lors les samples de DM : bruits lourds, métalliques et percussions froides martèlent les titres des Anglais. Dans ce cadre paraît au printemps 1984 le single qui donne définitivement à Depeche Mode son envergure internationale : People Are People. Ce titre leur permet de connaître un grand succès un peu partout sur la planète (notamment aux États-Unis où il atteint le Top 20 quelques mois plus tard) et annonce le prochain album, Some Great Reward, qui paraît finalement à l'automne de la même année. Ce single constitue aussi leur tout premier titre à se classer no 1 (en Allemagne). Par ailleurs, fort du succès rencontré par People Are People en Amérique du Nord, un album baptisé du même nom, incluant ce morceau et d'autres singles, est publié exclusivement aux États-Unis et au Canada durant l'été 1984, afin de mieux faire connaître la genèse musicale du groupe au public local, qui le découvre alors. Quant à Some Great Reward, il rencontre un grand succès grâce à des singles à l'impact international certain ; ainsi après People Are People, le titre Master and Servant, paru à la fin de l'été 84, connaît à son tour les honneurs des hit-parades. DM s'engage alors dans une tournée de plusieurs mois, de l'automne 84 à l'été 85, qui les mène jusqu'au Japon.
Ce succès est renforcé par la parution mondiale, fin 1985, d'une première compilation officielle regroupant les singles édités depuis leurs débuts. Elle contient notamment le tube Shake the Disease, sorti plus tôt dans l'année et classé au Top 20 dans de nombreux pays. En Europe, de la Scandinavie à l'Italie, le quatuor acquiert une grande popularité — comme notamment en France et en Allemagne — devenant l'une des formations new wave anglophones les plus plébiscitées du moment avec, entre autres, Tears for Fears, Duran Duran, Eurythmics, Simple Minds, Talk Talk ou encore The Cure. Ce succès leur vaut d'être approchés afin de participer au Live Aid, en juillet 1985. Cependant, ils refusent de s'y produire. Martin Gore estime notamment que les artistes participant à ce type de concert cherchent davantage à se faire valoir qu'à s'investir réellement au niveau caritatif et que DM n'a donc finalement pas sa place lors d'un tel événement.
Par ailleurs, durant ce même été 1985, ils participent à Rock in Athens, un festival exceptionnel organisé notamment à l'initiative des ministères de la Culture grec et français, faisant la part belle à la new wave (en dépit du nom de l'événement). À l'affiche, on y retrouve aussi Talk Talk, The Cure, The Stranglers, Culture Club et les Français de Téléphone. 
Pendant cette période, Depeche Mode, qui rencontre désormais un réel engouement international, voit paradoxalement son succès quelque peu s'affaiblir dans son pays d'origine, où plus aucun de ses singles n'atteindra le top 10 durant plusieurs années.

### Black Celebrationet nouvelle identité visuelle (1986)
Au printemps 1986 paraît le nouvel album, Black Celebration, dont le premier extrait, Stripped, confirme l'orientation du groupe vers une musique plus sombre composée sur la base d'échantillonnages divers. Cet album assoit leur réputation au Royaume-Uni (même si aucun des singles extraits n'y atteint les premières places) et leur confère le statut de formation culte en Amérique du Nord, où DM est considéré comme une formation underground, alors que le groupe est parfois perçu comme plus commercial en Europe (ses singles sont édités en une multitude de remixes, pouvant accroître les ventes). Cela dit, leur approche électronique et expérimentale permet de développer de nombreuses variations des différents titres, DM collaborant avec de nombreux arrangeurs/producteurs et disc jockeys pour offrir aux fans une multitude de reflets sonores.
À raison d'un album par an, leur popularité s’accroît de manière importante. Cependant, le désir de s’affranchir de l'image de garçons coiffeurs à synthés, que certains critiques attribuent à ses membres efféminés peroxydés, se fait sentir. C’est notamment pour cette raison qu'ils sollicitent le photographe hollandais Anton Corbijn pour refaçonner leur image. À partir de 1986, son intervention sur les clips et les photographies devient déterminante pour l'imaginaire visuel des Anglais qui deviennent une figure de proue des Nouveaux Romantiques. « Corbijn joue la carte d'une esthétique glacée à la manière d'un Wim Wenders ou d'un Werner Herzog. Systématiquement tournés en noir et blanc, les clips du Hollandais renvoient du quatuor une image sans doute encore un peu figée mais débarrassée de tout contenu racoleur. »
La première vidéo réalisée par Corbijn illustre le troisième titre extrait de Black Celebration, A Question of Time qui paraît à l'été 1986 et devient rapidement un tube. Simultanément, Alan Wilder sort 1 + 2, le premier E.P. de Recoil, un projet personnel parallèle à DM.

### Music for the Masseset confirmation du succès (1987-1988)
1987 marque une étape de plus dans la carrière de Depeche Mode. Au printemps de cette année-là paraît ainsi le single Strangelove qui rencontre un réel succès international et annonce le nouvel album à venir. Enregistré en France au studio Guillaume Tell de Suresnes sous la houlette de David Bascombe – Daniel Miller et Gareth Jones préférant s'éclipser -, ce sixième opus paraît finalement à l'automne 87. Intitulé Music for the Masses, il reflète la nouvelle approche musicale des Anglais et s'ouvre sur Never Let Me Down Again, un rock synthétique virant à l'onirisme noir, qui devient avec le temps l'hymne des concerts de DM à travers le monde. Il donne le ton d'un album abouti qui entre pour la première fois de leur histoire dans le Top 40 américain, obtenant en seulement quelques mois la certification disque d'or (pour plus de 500 000 exemplaires vendus) puis finalement disque de platine quelques années après. « De machine à tubes, Depeche Mode est définitivement passé au statut de groupe culte ». Music for the Masses et ses singles, toujours mis en image par Corbijn (Strangelove, Never Let Me Down Again et Behind the Wheel) connaissent ainsi au niveau mondial des scores de ventes importants, faisant de DM l'une des formations anglophones les plus en vue du moment (avec U2, The Cure ou encore INXS). Cependant, l'accueil au Royaume-Uni y est toujours plus mitigé.
En juin 1987, Depeche Mode participe au "Concert des potes" organisé par l'association SOS Racisme sur l'esplanade du château de Vincennes à Paris, interprétant deux de ses titres.
Ce succès international autorise une grande tournée qui passe notamment par les États-Unis et que le cinéaste américain D.A. Pennebaker immortalise dans le documentaire 101, filmé le 18 juin 1988 au stade Rose Bowl de Pasadena devant 70 000 spectateurs. DM est devenu « la première formation de pop électronique à pouvoir remplir un stade ». Le titre 101 (suggéré par Alan Wilder) fait allusion aux 101 concerts donnés pendant cette tournée. Le documentaire de Pennebaker suit en parallèle huit fans transportés pendant dix jours à travers les États-Unis dans un autobus fourni par la production, ainsi que les quatre artistes lors de ces mêmes déplacements, d'interviews et de concerts.
Un tout premier live, reflet de cette tournée et également intitulé 101, paraît en mars 1989. Il devient « disque d'or en France en vingt-quatre heures [...] [et] offre à Depeche Mode son meilleur score de ventes en Angleterre depuis trois ans ».

### Violatoret consécration mondiale (1989-1992)
DM connaît désormais un grand succès commercial, tout en finissant de convaincre une presse jusqu'alors plutôt réservée. Une fois leur tournée 101 achevée, Martin L. Gore enregistre Counterfeit e.p., un mini album de reprises en solo. Puis rapidement, il soumet aux autres membres du groupe ses nouvelles compositions de ce qui deviendra leur œuvre la plus célèbre. En 1989, les quatre musiciens rentrent en studio à Milan pour travailler sur les maquettes très épurées de Martin L. Gore. David Bascombe n'étant pas disponible, le quatuor fait alors appel au producteur Flood afin d'enregistrer ce nouvel opus, où l’on retrouve les titres Personal Jesus, Policy of Truth, World in My Eyes, Halo, Waiting For The Night et surtout le single qui reste l'un des plus célèbres du répertoire de DM, et son plus gros hit à ce jour : Enjoy the Silence. Initialement composé comme une ballade (la démo minimaliste de Martin L. Gore est composée sur un harmonium), Flood et Alan Wilder y décèlent tout de suite un fort potentiel : ils demandent alors à Gore de composer une ritournelle mélodique supplémentaire à la guitare (qui sera déclinée à différentes octaves et jouée également aux claviers), le rythme est accéléré et un soin tout particulier est apporté à la production de la chanson (pour preuve, le titre est le seul qui fut mixé par Daniel Miller et Flood et non par le disc-jockey français François Kevorkian, qui mixe le reste de l'album). En tant qu'auteur, Gore déclare que ses dix thèmes favoris durant cette période sont : « les rapports humains, la domination, le désir, l'amour, le bien, le mal, l'inceste, le péché, la religion, l'immortalité ».
Le premier extrait de l'album Personal Jesus paraît sur les ondes dès août 1989, et détonne. Avec une chanson rock construite autour d'un riff de guitare blues (façon John Lee Hooker), Depeche Mode est là où on ne l'attendait pas. Cet inattendu mélange au rythme lourd, à la mélodie simple et marqué d'un slogan – davantage qu'un refrain – « Reach out and touch faith » donne le ton. Ne perdant pas de vue le champ d'expérimentation électronique, Personal Jesus se conclut par une phrase instrumentale où les programmations semblent livrées à elles-mêmes, percutées par un rythme lourd. Ce titre est une idée de Gore qui, en lisant une biographie d'Elvis, a appris que Priscilla Presley appelait son mari « mon Jésus personnel ». Par ailleurs, les couplets, évoquant une conversation téléphonique « lift up the receiver I'll make you a believer », font en fait écho à l'existence, aux États-Unis, d'une ligne téléphonique où l'on pouvait joindre un prêtre pour se confesser. Mute n'espérait pas un tel engouement pour Personal Jesus, qui connaît un grand succès international (notamment en Europe et aux États-Unis), misant davantage sur la sortie d'Enjoy the Silence, prévue stratégiquement au moment de la parution de l'album, début 1990 ; baptisé Violator, celui-ci paraît finalement au mois de mars de cette année-là et, propulsé par les ventes record de ses singles (notamment Enjoy the Silence, premier titre de DM à se classer au Top 10 américain et single de leur retour dans le Top 10 anglais), devient l'album le plus connu de Depeche Mode, écoulé à plus de dix millions d'exemplaires, dont près de quatre millions pour les seuls États-Unis.
Un événement particulier illustre cette immense popularité acquise, notamment sur le sol américain. Le 20 mars 1990, lors d'une journée de promotion à Beverly Hills, 20 000 fans se pressent pour obtenir des autographes et le rassemblement tourne à l'incident. Rapidement, les vitrines du disquaire où se trouve le groupe — promptement évacué — cèdent sous la pression de la foule et les autorités, craignant une émeute, « envoient sur place plusieurs hélicoptères [et] quatre divisions de police » afin de disperser la foule ; plusieurs personnes sont blessées durant cet incident inédit qui est alors largement relayé par les médias, locaux comme nationaux.
Afin de promouvoir le disque, DM s'embarque pour plusieurs mois dans le World Violation Tour, qui démontre, une fois de plus, la grande renommée acquise par les Anglais. Ils jouent par exemple dans plusieurs stades aux États-Unis : ainsi, 42 000 tickets sont vendus en l'espace de quelques heures pour un concert au Giants Stadium (dans le New Jersey) et 48 000 autres sont écoulés en seulement une demi-heure pour un show au Dodger Stadium (à Los Angeles). En 1991, Depeche Mode contribue, avec le titre The Death's Door, à la bande originale du film Jusqu'au bout du monde, de Wim Wenders.
À ce moment-là de sa carrière, DM est au faîte de sa gloire, autant plébiscité par le public que par la critique ; les années qui suivent vont cependant se révéler plus chaotiques.

### De la lumière aux ténèbres (1993-1996)

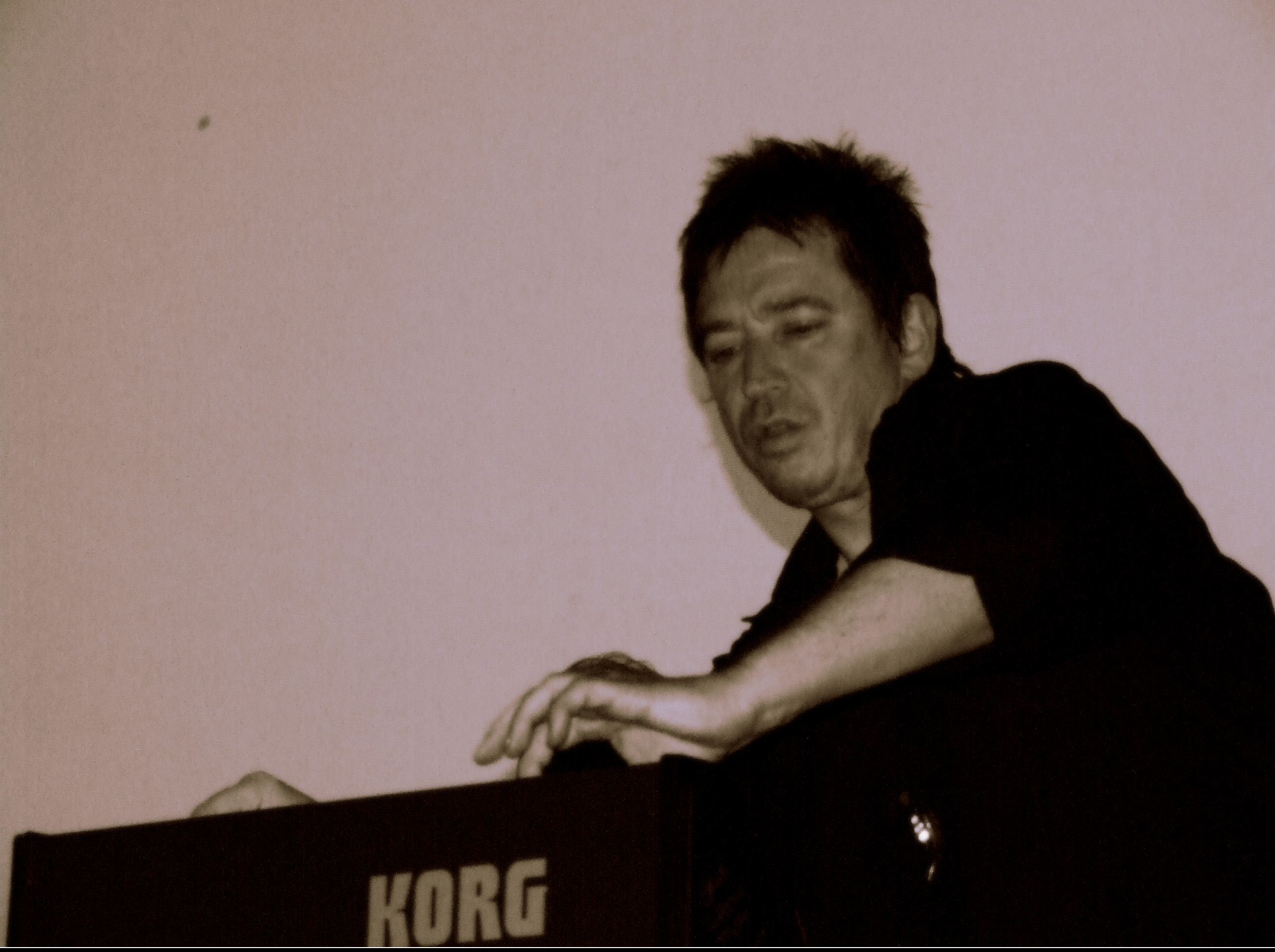
Alan Wilder membre de Depeche Mode jusqu'en 1995 et qui remplaça Vince Clarke en 1982 aux synthétiseurs, à la batterie ou aux boites à rythmes, au séquenceur et à l'échantillonneur.

Après l'immense succès de Violator, Depeche Mode revient en 1993 avec l'album Songs of Faith and Devotion. Les titres I Feel You, Walking in My Shoes, Condemnation et In Your Room sont des morceaux encore plus rock, plus bruts, le tout produit de nouveau par Flood et Wilder. Choristes de gospels et sections de cordes interviennent sur un disque que le groupe sait très attendu. Et si le succès est à nouveau au rendez-vous (no 1 des ventes dès sa sortie au Royaume-Uni, dans de nombreux pays d'Europe ainsi qu'aux États-Unis), l'accueil reste mitigé. Ainsi, si le premier extrait I Feel You remporte un réel succès mondial, devenant d'ailleurs l'un des singles les mieux classés de l'histoire de DM (et obtenant une certification « or » aux États-Unis), les extraits suivants ne connaissent pas le même sort, n’ayant qu’un impact limité dans les classements internationaux. Malgré tout, et sans atteindre les chiffres de Violator, Songs of Faith and Devotion est finalement une réussite commerciale, se vendant à plusieurs millions d'exemplaires à travers le monde (dont plus d'un million et demi aux États-Unis). La tournée qui suit (Devotional Tour puis Exotic Tour) dure quatorze mois et se révèle très éprouvante : énièmes frictions au sein du groupe, consommation excessive de drogues et d'alcool, et Fletcher, victime d’une dépression, est remplacé pour quelques dates.
Le bilan au milieu des années 1990 n'est guère réjouissant malgré leur immense popularité : Gahan est devenu un véritable junkie vivant presque avec ses dealers, Gore s'isole et Fletcher essaie de maintenir la cohésion d'une formation qui voit l'un de ses membres quitter l'aventure. En effet, estimant que son travail n’est pas reconnu à sa juste valeur et éprouvé par les tensions internes, Alan Wilder décide de la quitter en 1995. Il se consacre alors à plein temps à son projet solo Recoil. DM perd son pilier technique et créatif. La même année, Dave Gahan est hospitalisé à la suite d'une tentative de suicide. Rétabli, il retrouve les deux membres restants au début de 1996 pour enregistrer un nouvel opus mais, victime d’une surdose d'héroïne peu de temps après et condamné par la justice californienne à un an de mise à l'épreuve, il entreprend une nouvelle cure de désintoxication.

### Renouveau (1997-2002)

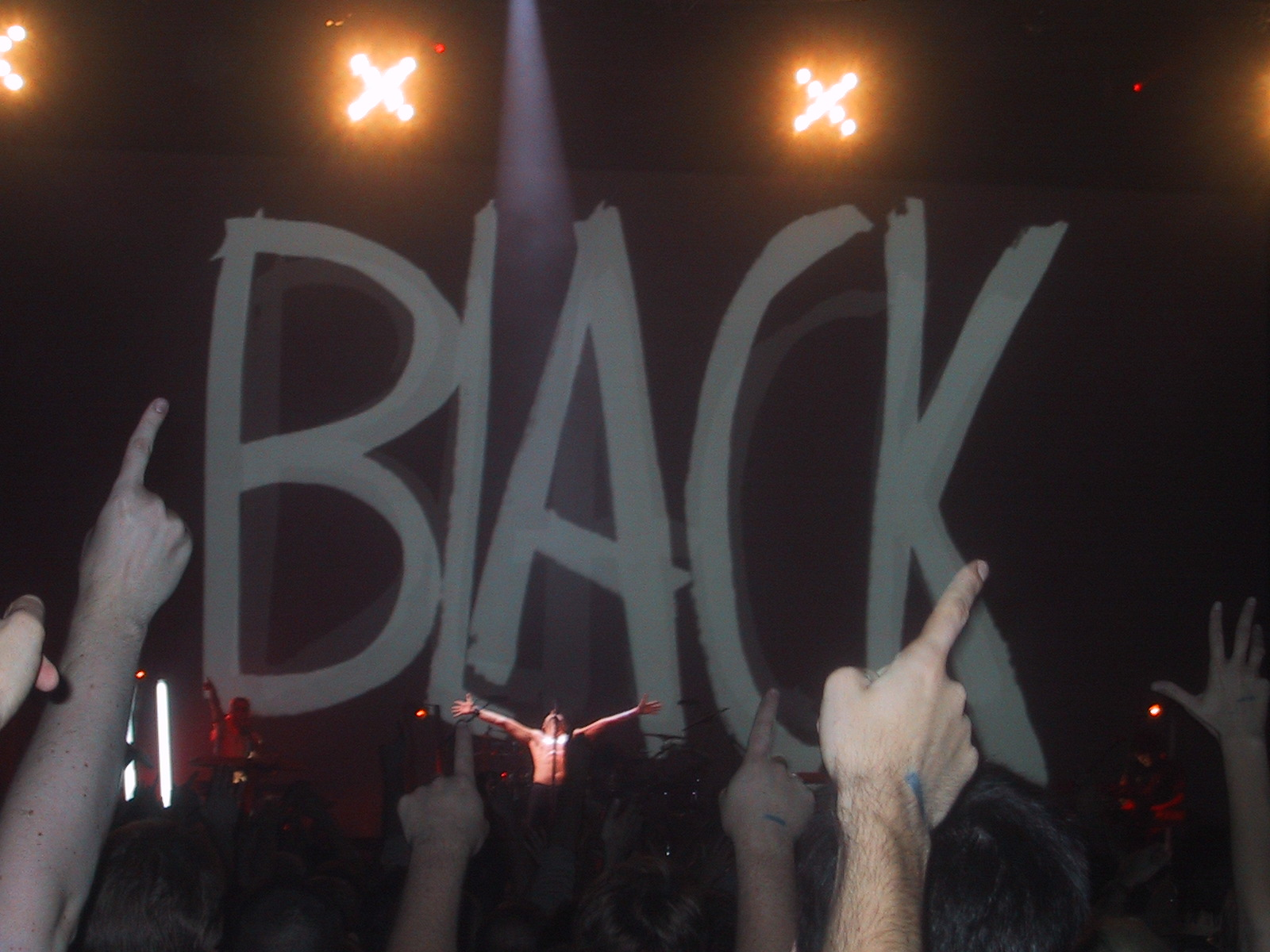
Depeche Mode interprétant Black Celebration en 2001.

En 1997, DM réapparaît avec le single Barrel of a Gun, qui annonce la sortie d'Ultra, un album du « retour sur certains acquis, un pont solide entre les recettes du passé et les opportunités du présent ». Le producteur Tim Simenon est aux commandes et assure la continuité. Pour mener à bien la production, il fait appel à toute son équipe studio (ses acolytes de Bomb the Bass) pour pallier l'absence d'Alan Wilder qui occupait une place essentielle lors des précédents enregistrements studio. Les ventes d'Ultra sont bonnes, il se classe no 1 dans plusieurs pays dont l'Allemagne et l'Angleterre, et dans le Top 5 aux États-Unis. En 1998, Depeche Mode sort une compilation The Singles 86-98, assortie d'un single inédit (Only When I Lose Myself), ainsi qu'une réédition de The Singles 81-85. « Elle réaffirme (si besoin est) l'importance « historique » acquise par le groupe au cours de la dernière décennie tout en lui offrant la légitimité d'un retour sur scène ». Une tournée de soixante-cinq dates, baptisée Singles Tour, est organisée, et le public est au rendez-vous.
En 2001, DM revient avec l'album Exciter, qui se classe très rapidement en tête des ventes dans différents pays et hormis « quelques commentaires sévères, la majorité des journalistes rock saluent sa sortie avec le respect traditionnellement alloué aux intouchables de la pop ». Une tournée de quatre-vingt dates, intitulée « Exciter Tour », a lieu dans la foulée.

### Nouvel élan (2003-2010)

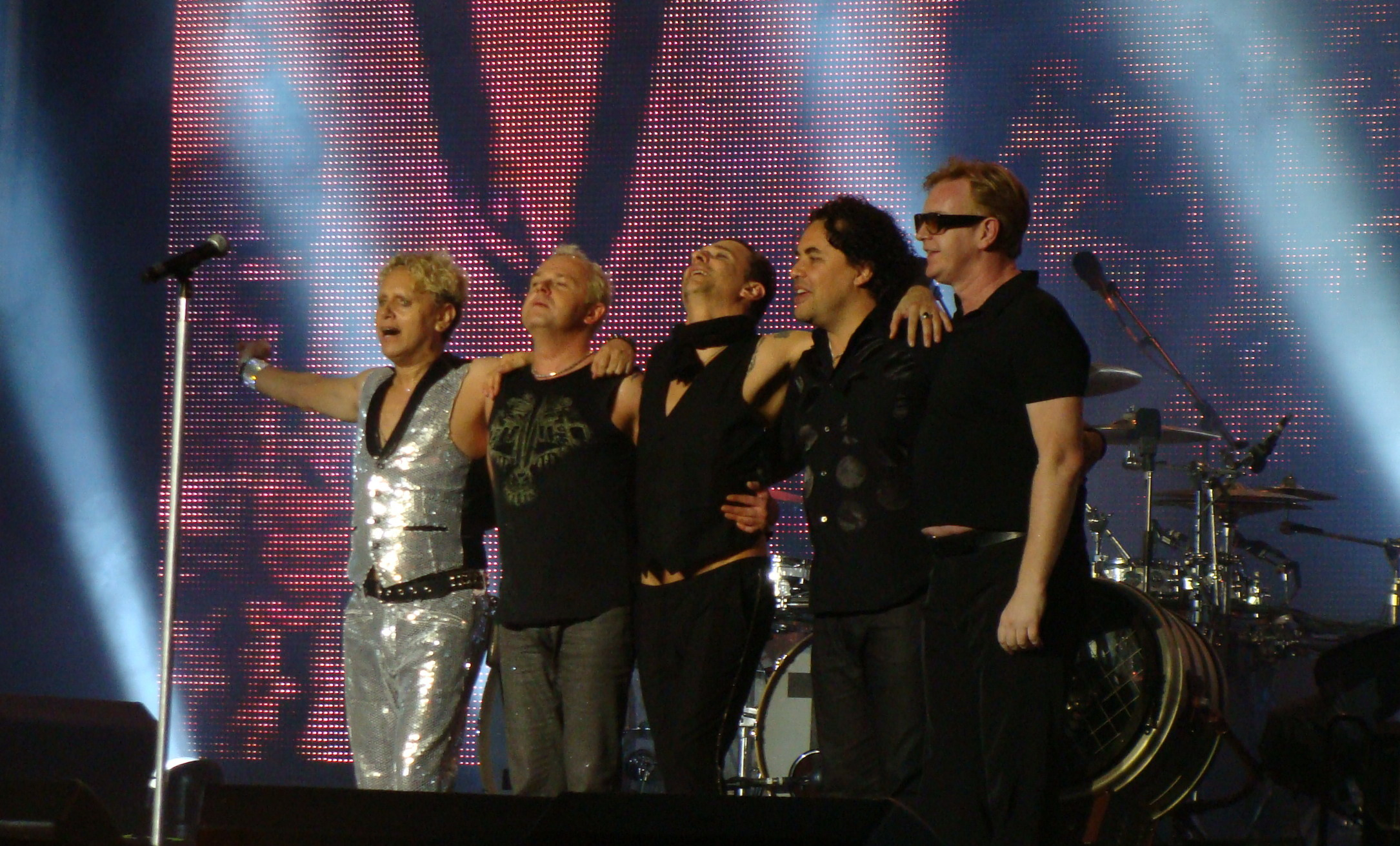
En concert à Bilbao, en 2009.

En 2003, Martin L. Gore et Dave Gahan sortent respectivement leurs disques solos (Counterfeit² et Paper Monsters, ce dernier faisant son petit effet dans les charts internationaux) avant de se retrouver en janvier 2005 pour enregistrer le nouvel album. Intitulé Playing the Angel, celui-ci paraît finalement à l'automne et marque une nouvelle étape : Dave Gahan, enhardi par son récent succès en solo, y signe ses premières chansons (dont les musiques sont co-composées avec Christian Eigner et Andrew Philpott). En sollicitant Ben Hillier à la production (qui avait collaboré avec Blur), Depeche Mode persiste à se forger un son drainant des guitares saturées et des synthétiseurs hors d'âge. Quelques mois après la sortie de PTA, les Anglais se lancent dans une nouvelle tournée mondiale, « Touring the Angel », qui se révèle être la plus grande de leur carrière. Elle comporte en effet pas moins de 123 concerts et un total de 33 pays visités. Pendant ce temps, Playing the Angel et ses divers singles - dont notamment le premier édité Precious - rencontrent un vrai succès dans les classements.
À l'automne 2004, DM avait publié un album de remixes intitulé Remixes 81–04 contenant notamment une reprise d’Enjoy the Silence, « réinterprétée » par Mike Shinoda, (Linkin Park). Cette version initialement nommée Enjoy the Silence (Reinterpreted) est éditée en single à cette époque sous le nom d'Enjoy the Silence 04 (avec un mix légèrement différent) et connaît un certain écho dans les charts, atteignant par exemple le Top 10 au Royaume-Uni et en Allemagne, étant aussi remarquée pour sa vidéo réalisée principalement à base d'animations.
Fin 2006 paraît une compilation (audio et vidéo) intitulée Best Of : volume 1 (sur laquelle figure l'inédit Martyr, issu des chutes de Playing the Angel) puis, l'année suivante, Gahan édite un nouvel disque en solo, Hourglass, qui n'est suivi d'aucune tournée. En mai 2008, Depeche Mode entre en studio pour enregistrer un douzième opus ; celui-ci paraît finalement le 20 avril 2009 et s'intitule Sounds of the Universe. Derrière ce titre pompeux, il dissimule des sonorités audacieuses mettant en valeur les mélodies de Gore, mais aussi celles de Dave Gahan (toujours aidé par Eigner et Philpott pour la musique), obtenant ainsi définitivement sa légitimité d'auteur. Ben Hillier, déjà aux manettes de Playing the Angel, en assure la production. Le premier extrait, Wrong, est un single martial aux sonorités synthétiques massives, sans réel refrain (il se rapproche en cela de I Feel You), où Gahan scande le portrait d'un anti-héros à qui rien n'a jamais souri dans son existence. Le deuxième single, Peace, est une ballade électronique sirupeuse qui divise les amateurs du groupe, qui semble se chercher un nouvel hymne pour ses concerts. Une tournée, baptisée Tour of the Universe , débute par un warm-up le 6 mai 2009 à la Rockhal d'Esch-sur-Alzette (Luxembourg) puis fait escale au Stade de France, au Zénith de Nancy, à Carcassonne, Lyon et Liévin. Pour la Belgique, Depeche Mode est la tête d'affiche de l'édition 2009 du festival TW Classic Werchter se déroulant le 20 juin. En Suisse, trois concerts sont prévus (deux à Zurich et un à Genève) en novembre. La conférence annonçant cette tournée avait eu lieu en octobre 2008 au Stade olympique de Berlin où DM joue le 10 juin 2009 devant 68 000 personnes.

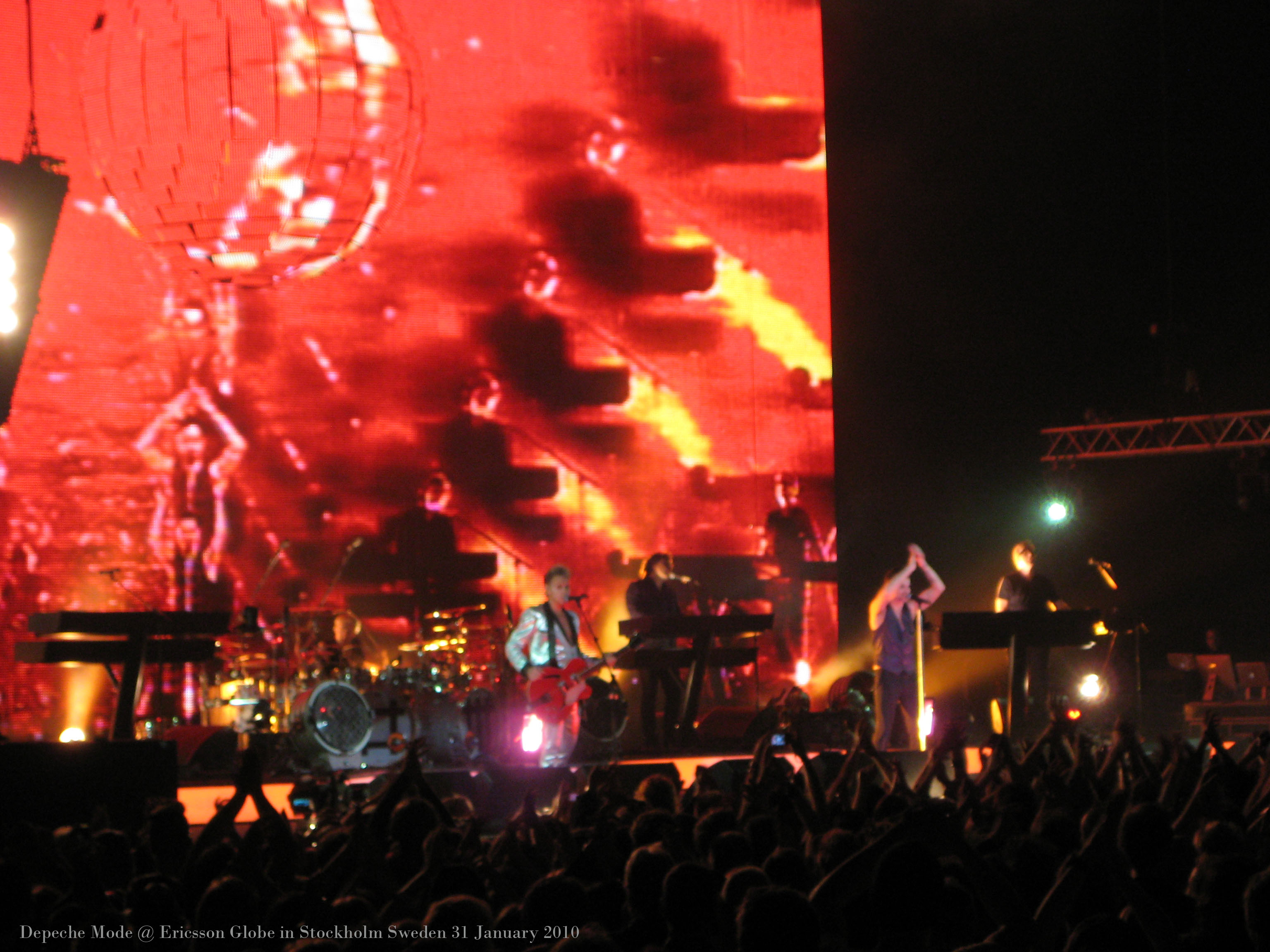
À Stockholm en 2010.

Le début de cette tournée est marqué par l'annulation de plusieurs dates en raison de l'hospitalisation du chanteur Dave Gahan. En effet, quelques minutes avant de monter sur scène à Athènes (le 12 mai 2009, deuxième véritable concert de la tournée), il est pris d'une violente gastro-entérite. Plus tard, les médecins décèlent une tumeur bénigne à la vessie et DM ne reprend la route que début juin, annonçant des reprogrammations de certaines dates annulées et d'autres dates additionnelles pour l'hiver 2009 et début 2010, notamment au POPB (palais omnisports de Paris-Bercy) les 19 et 20 janvier 2010. Les concerts de Porto et Séville (11 et 12 juillet) font également l'objet d'annulations en raison d'une blessure à la jambe de Dave Gahan. Mais le véritable événement de cette tournée survient le 17 février 2010 lors d'un concert de charité organisé au Royal Albert Hall à Londres quand Alan Wilder rejoint le groupe sur scène le temps d'un titre. Wilder n'était plus apparu sur scène avec eux depuis 1994, l'année précédant son départ. Selon Alan, « Dave m'a contacté il y a quelques semaines et m'a demandé si je serais prêt à les rejoindre sur scène. Il m'a assuré que les autres étaient d'accord. J'ai été très heureux d'accepter, en particulier car tout cela se faisait dans de bonnes conditions et nous envisagions depuis longtemps une réunion de ce genre. C'était génial de revoir tout le monde et de revenir un peu en arrière, et c'était aussi la première fois que je voyais Depeche Mode en tant que spectateur ! ». Le DVD de la tournée nommé Tour of the Universe : Barcelona 20/21.11.09 sort le 8 novembre 2010.

### Delta MachineetRemixes 2: 81–11(2011-2015)

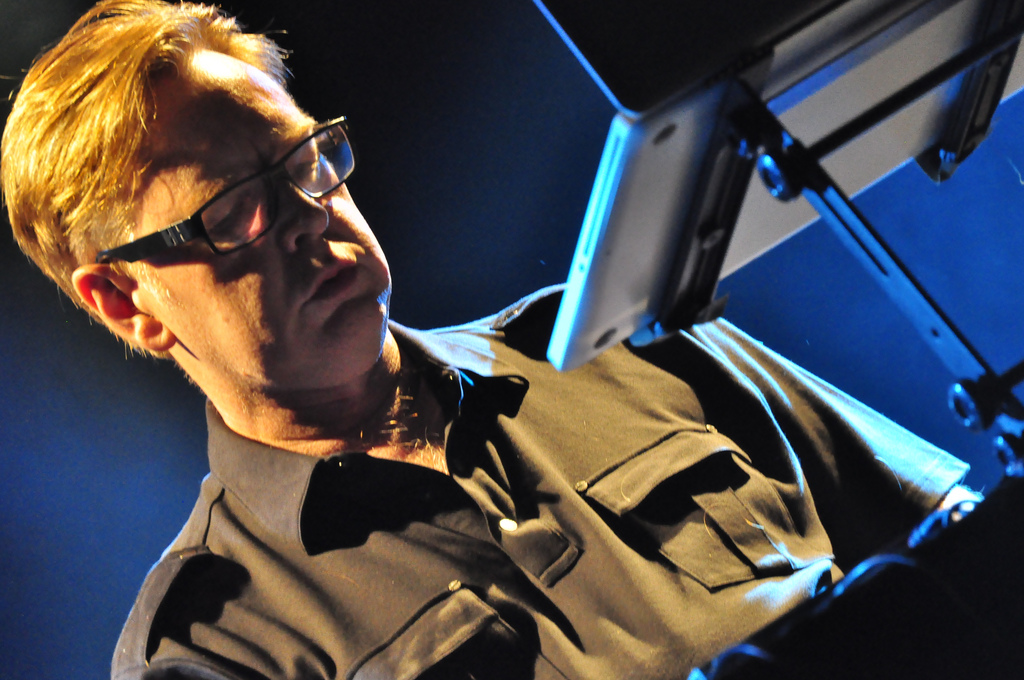
Andrew Fletcher aux claviers, et qui s'occupe accessoirement des basses, avec Depeche Mode.

Des rumeurs indiquent ensuite la sortie d'un album de remixes début 2011. Celles-ci sont avérées puisque le 23 mars, cette information est officiellement confirmée (parution le 6 juin). Cinq jours après cette annonce, une version de Personal Jesus revisitée par Alex Metric est alors dévoilée. En mars 2012, Martin Gore confirme lors d'une interview que DM doit entrer en studio et espère terminer un nouveau disque avant la fin de l'année. Gore ajoute que les retrouvailles avec Vince Clarke pour l'album de VCMG, Ssss, renforcent sa créativité : « c'était un break sympa pour moi... je suis retourné à l'écriture pour le groupe avec beaucoup plus d'entrain après cette expérience ».
Un nouvel opus ainsi qu'une nouvelle tournée mondiale sont officiellement annoncés le 23 octobre 2012 à Paris, lors d'une conférence de presse. Delta Machine, sort finalement le 26 mars 2013 et reçoit des critiques en majorité positives. Peu après débute la tournée mondiale nommée Delta Machine Tour : elle commence en France, à Nice, le 4 mai et s'achève en mars 2014 à Moscou, avec la possibilité d'ajouts de dates supplémentaires en Amérique du Sud ainsi qu'en Asie, durant l'été de cette même année.

### Spirit, Rock and Roll Hall of Fame et mort d'Andy Fletcher (2016-2022)

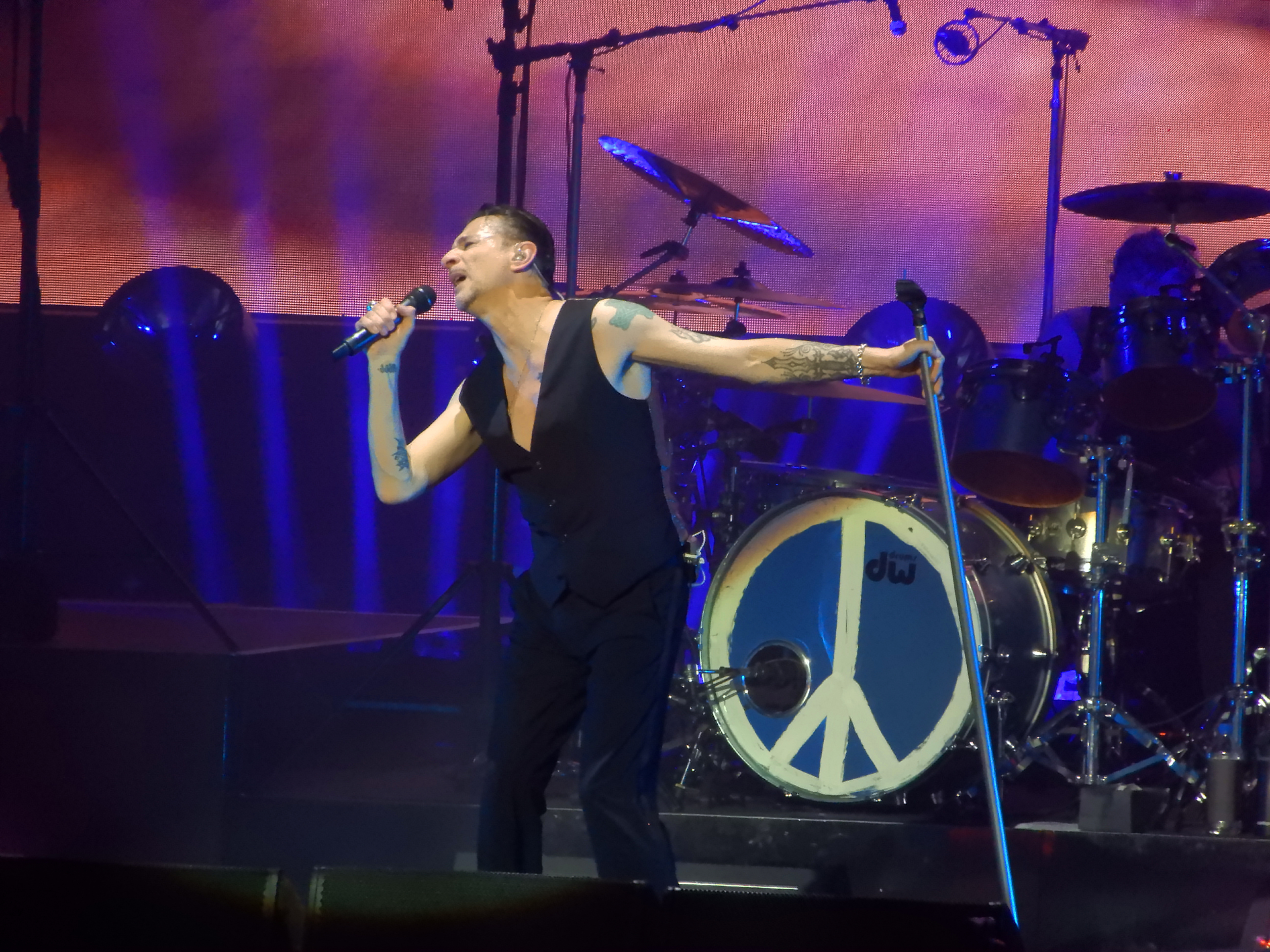
Dave Gahan, chanteur de Depeche Mode en concert à Bordeaux en janvier 2018.

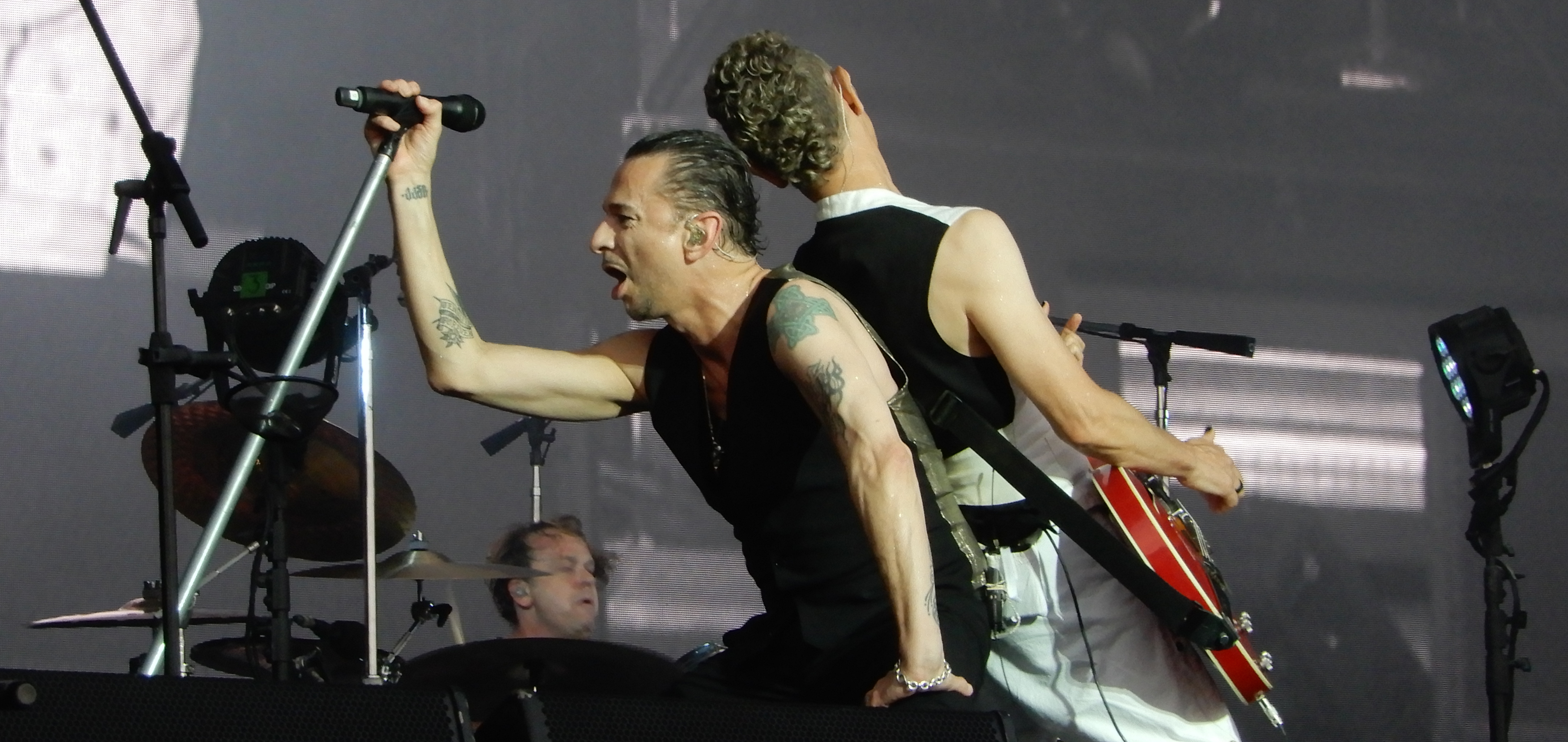
Au festival des Vieilles Charrues en 2018.

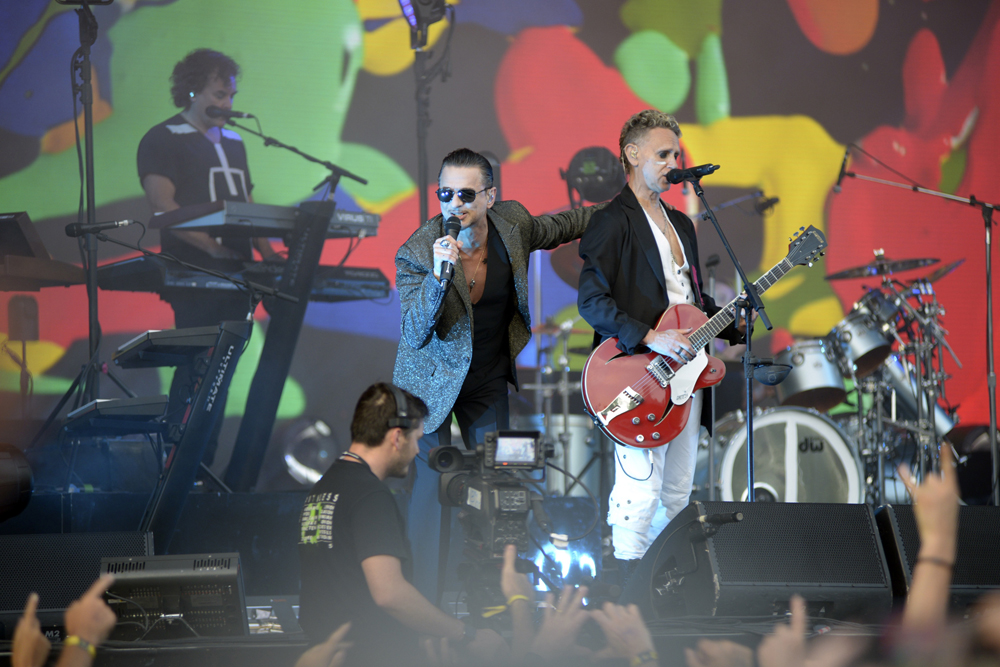
Dave Gahan et Martin L. Gore au Festival de Beauregard (France) pour le Day After du 9 juillet 2018.

Le 25 janvier 2016, dans l'épisode 68 de The Robcast, Martin L. Gore annonce que le groupe doit se réunir pour enregistrer son prochain disque à partir du mois d'avril de cette même année. DM dévoile le 11 octobre le titre de cet album à paraître le 17 mars 2017 : Spirit. Précédé en février du single Where's the Revolution, il reçoit un accueil favorable.  Le  "Global Spirit Tour" visite plusieurs continents et s'étale sur près d'un an et demi. En septembre 2019, Depeche Mode annonce la sortie au cinéma de Spirits in the Forest, un documentaire filmé durant cette tournée par Anton Corbijn et qui suit, en parallèle, les histoires de six fans (de nationalités diverses) des Anglais.
En 2020, DM rejoint, après vote, le Rock and Roll Hall of Fame. La cérémonie d'intronisation initialement prévue au mois de mai est toutefois reportée en raison de la pandémie de Covid-19.
Le 26 mai 2022 est annoncée la mort d'Andrew Fletcher, à l'âge de 60 ans, membre fondateur de DM ayant participé à l'ensemble de sa production discographique, notamment en tant que claviériste.

### 15ealbum studioMemento Moriet tournée mondiale (2023-2024)

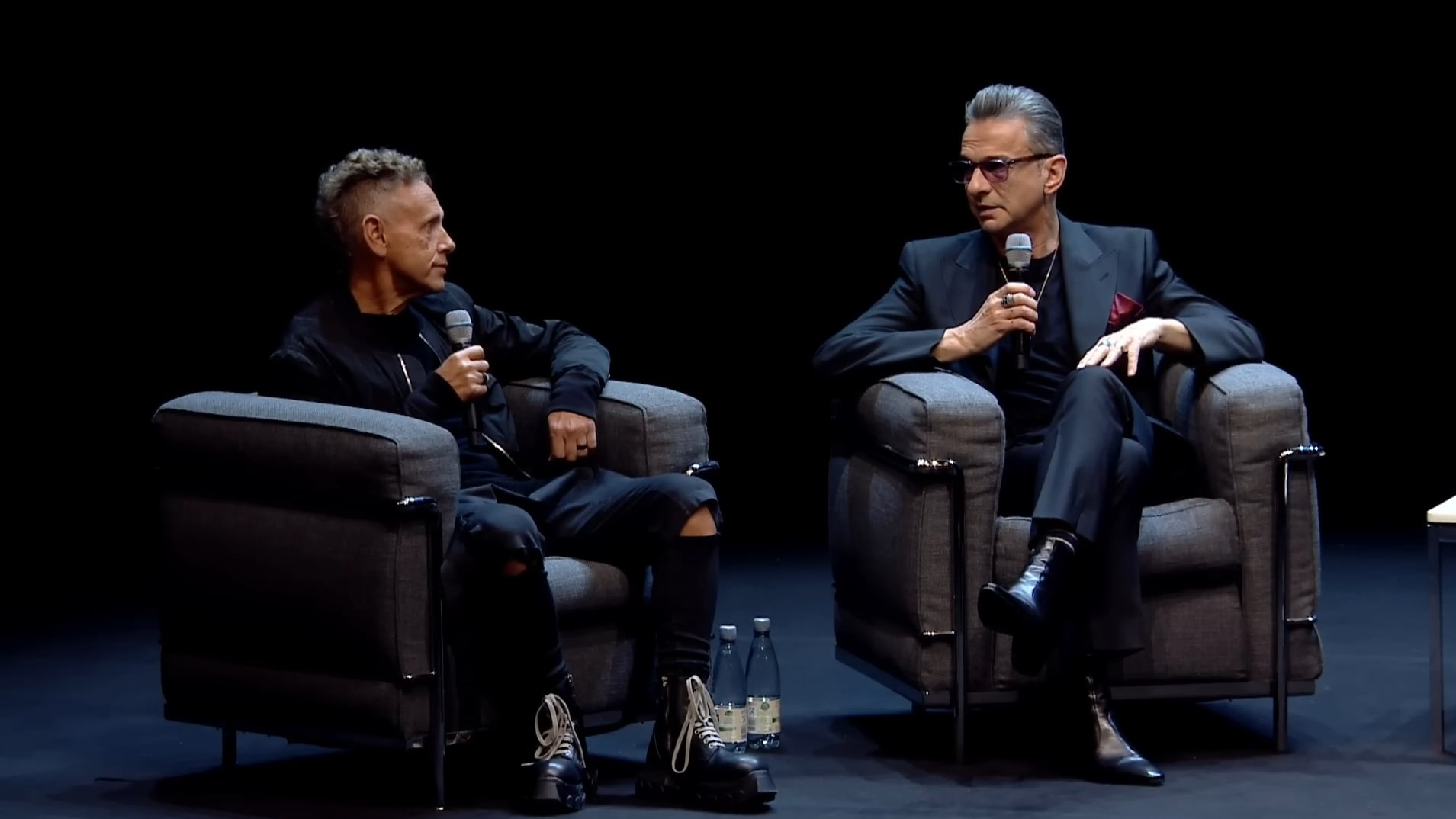
Martin Gore et Dave Gahan le 4 octobre 2022 lors d'une conférence de presse donnée à Berlin à propos de l'album Memento Mori et de la tournée mondiale du groupe, intitulée Memento Mori World Tour.

Durant l'été suivant, une photo diffusée sur les réseaux sociaux et montrant Gahan et Gore dans un studio d'enregistrement laisse à penser qu'un nouvel opus est en préparation, ce qui est confirmé le 4 octobre lorsque Depeche Mode annonce la sortie au printemps 2023 de Memento Mori, qui sera accompagnée d'une tournée mondiale. Dave et Martin déclarent qu'ils ont commencé à travailler sur ce disque durant la pandémie en 2020, s'échangeant alors à distance leurs idées quant à l'écriture et l'élaboration des chansons,. 
Dans le premier titre extrait de cet album, intitulé Ghosts Again et publié le 9 février 2023, des paroles interprétées par Dave Gahan rendent hommage à Andrew Fletcher.
L'album Memento Mori sort le 24 Mars 2023, il comprend douze nouveaux titres et reçoit des critiques majoritairement positives ; se classant dans le Top 5 de nombreux pays, et atteignant parfois la 1e place. 

La tournée Memento Mori World Tour commence le même jour aux Etats-Unis et se poursuit en Europe les mois suivants ; puis continue au Mexique, Etats-Unis et Canada en fin de la même année. Des dates en Asie, Océanie puis à nouveau en Europe sont programmées début 2024 ; et la tournée se termine au mois d'avril à Cologne.

## Style et influences
Le point de départ de DM est une fascination commune pour Kraftwerk, précurseurs allemands de la musique électronique. Martin Gore déclare : « Je me souviens d’une discussion où nous étions arrivés à cette conclusion : si nous arrivons à faire le lien entre la technique utilisée par Kraftwerk et Jean-Michel Jarre et des chansons avec de belles mélodies, alors nous arriverons à faire notre trou. L’émotion de Neil Young ou John Lennon transmise via les synthétiseurs de Kraftwerk : c’était mon rêve. De la musique de l'âme jouée par des instruments électroniques ». Martin Gore a aussi cité Elvis Presley, Johnny Cash, les Beatles et les Rolling Stones parmi ses autres artistes préférés, tandis que ce sont les Sparks, Siouxsie and the Banshees et Roxy Music qui recueillent les faveurs de Dave Gahan.

## Hommages

### Musique
Johnny Cash reprend Personal Jesus dans l'album American IV: The Man Comes Around de 2002, accompagné par John Frusciante (guitariste des Red Hot Chili Peppers), avant que No One Is Innocent, Marilyn Manson (tous deux en 2004), Gotham (2005), John Lord Fonda (2005 aussi), Nina Hagen (2010), KO KO MO (2017) puis Garbage (2018) ne livrent à leur tour une nouvelle version de la chanson. Sur scène, Indochine fait de même dans l'émission de variétés Taratata ainsi que Shaka Ponk lors des Froggy's Session en 2011 et le groupe de punk Mindless Self Indulgence quatre années après.   
Enjoy the Silence figure sur quelques disques d'autres artistes : Strange Little Girls (Tori Amos, 2001), Karmacode (Lacuna Coil, métal gothique, 2006), Baby Obey Me (Kim Wilde, version live, 2007), If I Had a Hi-fi (Nada Surf, 2010) puis Someone to Watch Over Me (Susan Boyle, 2011). Failure (1998), No Use for a Name (2001), Scala and Kolacny Brothers (2006), Keane (2007), Moriarty (2008) et enfin Ki:Theory (pour le trailer de Ghost In The Shell, 2016) ont aussi chanté ce titre de 1990, qui est le plus repris parmi tous ceux que compte le catalogue de DM. 
Michaël Gregorio interprète les deux chansons précitées dans ses spectacles Michael Gregorio pirate les chanteurs et Michael Gregorio en concert(s).  
Apollo 440 (1998), Placebo (2004) et Johnny Marr (2015) se sont prêtés au même exercice avec I Feel You.   
In Flames, groupe de metal mélodique suédois, reprend Everything Counts dans son opus Whoracle sorti en 1997. Real Life les imite douze ans plus tard (sur l'album Send Me an Angel: 80s Synth Essentials). 
Deftones revisite deux titres à la fin des années 1990 : Sweetest Perfection, issu de Violator puis To Have and to Hold de Music for the Masses. Cette dernière reprise figure sur le disque de 1998 For the Masses: A Tribute to Depeche Mode (où on retrouve également The Cure, The Smashing Pumpkins, Hooverphonic, GusGus, etc.) avec le Stripped de Rammstein, sorti en single et dont le clip utilise des extraits du film Les Dieux du Stade (Olympia) réalisé par la cinéaste Leni Riefenstahl pendant les Jeux olympiques de Berlin en 1936. Shiny Toy Guns joue aussi Stripped sur le Goth Electro Tribute to Depeche Mode de 2005.
Nouvelle Vague a enregistré Just Can't Get Enough et Master and Servant dans le style bossa nova, respectivement sur les albums Nouvelle Vague (2004) et 3 (2009). 
Sylvain Chauveau, compositeur et pianiste français, rend hommage aux compositions de Martin Gore et aux arrangements d'Alan Wilder avec Down to the Bone – An Acoustic Tribute to Depeche Mode (2005).
Plusieurs autres chansons de DM ont également été reprises comme People Are People (A Perfect Circle, sur le disque eMOTIVe, 2004), A Question of Lust (A-ha, au cours d'une émission radio sur la BBC2, 2009) et Ice Machine (Röyksopp, 2012). 
Une seconde version du clip de Viva la Vida tournée par Anton Corbijn met en scène le chanteur de Coldplay en tenue royale, à l'image de Dave Gahan dans Enjoy The Silence.
Depeche Mode a de son côté rarement pioché dans d'autres répertoires. Quatre exceptions notoires : Route 66 de Bobby Troup (face B du single Behind The Wheel en 1987, utilisée comme bande-son du documentaire "101" et jouée live pour clore les concerts du "World Violation Tour"), Dirt des Stooges (qui figure sur la bande originale du film Resident Evil, en 2002), So Cruel de U2 sur l'album hommage AHK-toong BAY-bi Covered de 2011 (commémorant le vingtième anniversaire de la sortie d'Achtung Baby) et Heroes de David Bowie lors du "Global Spirit Tour". 

### Jeux vidéo
Pour le jeu Les Sims 2, Electronic Arts et DM se sont entendus afin d'inclure Suffer Well, l'un des morceaux de Playing the Angel. La version proposée est cependant un peu différente : les paroles ont été traduites en simlish (le langage incompréhensible parlé par les Sims). Dans le jeu vidéo Grand Theft Auto: San Andreas, la chanson Personal Jesus peut être entendue sur une des stations de radio virtuelles du jeu, Radio X, alors que dans Grand Theft Auto : Vice City Stories, Everything Counts est diffusée sur une autre radio fictive, Wave 103. Hideo Kojima reprend Wrong en 2012 pour la bande d'annonce du prochain Metal Gear (série) qui s'intitule Metal Gear Rising: Revengeance. Dans le jeu vidéo Left 4 Dead 2 développé par le studio Valve, on peut voir un des survivants (Rochelle) porter un tee-shirt à l'effigie de DM. Durant le générique de fin d'Injustice : Les dieux sont parmi nous figure la chanson Angel, issue de Delta Machine.

## Membres

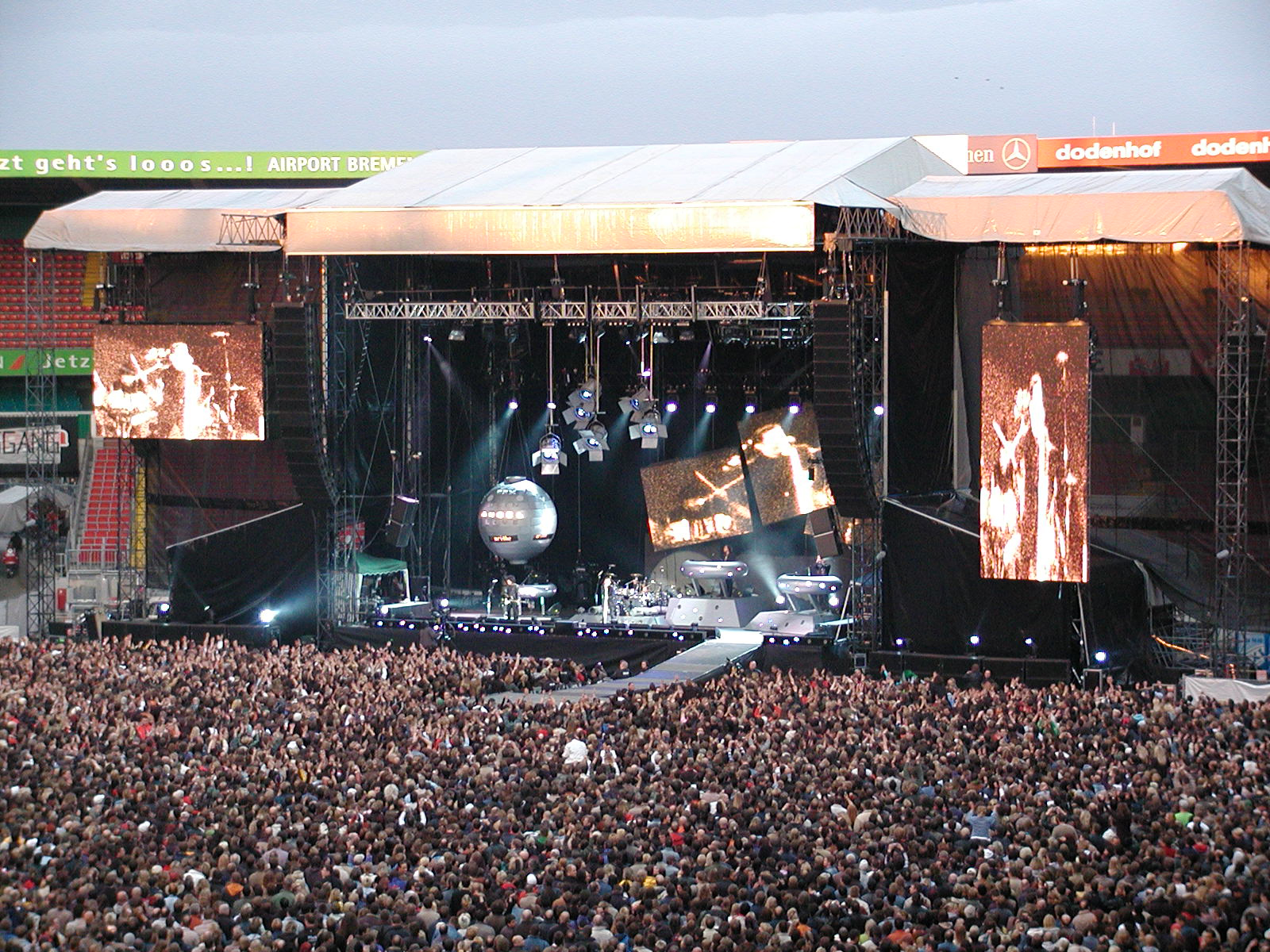
En concert à Brême en juin 2006.

### Membres actuels
- Martin L. Gore — guitare électrique, synthétiseur, chant, chœurs (depuis 1980)
- Dave Gahan — chant (depuis 1980)

### Anciens membres
- Andrew Fletcher — synthétiseur, guitare basse ; de 1980 à 2022. Membre fondateur avec Vince Clarke, il meurt le 26 mai 2022 d'une dissection aortique[73], à l'âge de soixante ans.
- Vince Clarke — synthétiseur, guitare, chant, chœurs ; de 1980 à fin 1981.
- Alan Wilder — synthétiseur, piano, batterie ; de 1982 à 1995.

### Musiciens de concerts
- Christian Eigner — batterie ; l'Autrichien collabore avec Depeche Mode depuis la tournée suivant la sortie de la compilation The Singles 86-98 ainsi qu'avec Dave Gahan à la composition de huit chansons sur Playing the Angel, Sounds of the Universe et Spirit.
- Peter Gordeno — synthétiseur, guitare et guitare basse ; musicien de studio et pianiste, Gordeno assure depuis 1998 les parties de claviers, en remplacement d'Alan Wilder.
- Samantha Smith et Hildia Campbell — chœurs, sur les tournées Devotional Tour, Exotic Tour et Summer Tour, en 1993 et 1994.
- Jordan Bailey — chœurs, sur les tournées The Singles Tour en 1998 et Exciter Tour en 2001.
- Janet Cooke — chœurs, sur la tournée The Singles Tour.
- Georgia Lewis — chœurs, sur la tournée Exciter Tour.

## Discographie
- 1981 : Speak and Spell
- 1982 : A Broken Frame
- 1983 : Construction Time Again
- 1984 : Some Great Reward
- 1986 : Black Celebration
- 1987 : Music for the Masses
- 1990 : Violator
- 1993 : Songs of Faith and Devotion
- 1997 : Ultra
- 2001 : Exciter
- 2005 : Playing the Angel
- 2009 : Sounds of the Universe
- 2013 : Delta Machine
- 2017 : Spirit
- 2023 : Memento Mori

### Ressource radiophonique
- Matthieu Garrigou-Lagrange et Romain de Becdelièvre, « Les Depeche Mode ont-ils été les Beatles des 80’s ? » [audio], émission Sans oser le demander (58 min), France Culture, 21 juin 2022.